# Chimeneas
Chimeneas település Spanyolországban, Granada tartományban. Chimeneas Alhama de Granada, Cacín, Moraleda de Zafayona, Pinos Puente, Cijuela, Chauchina, Santa Fe, Las Gabias, La Malahá és Ventas de Huelma községekkel határos. Lakosainak száma 1242 fő (2024).

## Népesség
A település népessége az elmúlt években az alábbi módon változott:
| Lakosok száma | 1510 | 1481 | 1456 | 1507 | 1485 | 1387 | 1355 | 1257 | 1244 | 1242 |
|               | 2001 | 2004 | 2006 | 2009 | 2011 | 2014 | 2016 | 2019 | 2021 | 2024 |